# Институт за аеро-наутику Громов
Институт за аеро-наутику Громов (рус. Лётно-исследовательский институт имени М. М. Громова) руски је институт који се бави развојом аеро-наутике. Налази се у околини града Жуковски, на месту истоимене војне зракополовне базе, 40 km југоисточно од Москве.
Центар Громов има најдужу полетну стазу у Европи (5.503 м).

## Историја
Центар је основан 8. априла 1941. и добио назив по руском тест-пилоту Михаилу Громову, који је био и први директор развојног центра.